# Liste des codes OACI des aéroports/P
- A
- B
- C
- D
- E
- F
- G
- H
- I
- J
- K
- L
- M
- N
- O
- P
- Q
- R
- S
- T
- U
- V
- W
- X
- Y
- Z

## PA
Alaska :
- PAFA : Aéroport international de Fairbanks
- PANC : Aéroport international d'Anchorage Ted-Stevens
- PASH : Aéroport de Shishmaref

## PG
- PGUM : Aéroport international Antonio-B.-Won-Pat de Guam

## PH
Codes assignés aux îles Hawaii :
- PHKO : Aéroport international de Kona
- PHNL : Aéroport international d'Honolulu, Îles Hawaï, États-Unis,
- PHOG : Aéroport de Kahului
- PHTO : aéroport international d'Hilo dans les îles Hawaï aux États-Unis,

## PO
- POLI – Site radar à longue portée d'Oliktok (fermé) – Oliktok Point, Alaska

## PT
Palaos :
- PTRO : Aéroport international Roman-Tmetuchl

## PW
à compléter...